# San Xoán de Río
San Xoán de Río – gmina w Hiszpanii, w prowincji Ourense, w Galicji, o powierzchni 61,14 km². W 2011 roku gmina liczyła 685 mieszkańców.